# Vuelta a Austria 2019
La 71.ª edición de la competición ciclista Vuelta a Austria (nombre oficial en alemán e inglés: Int. Österreich-Rundfahrt-Tour of Austria) fue una carrera de ciclismo en ruta por etapas que se celebró entre el 6 y el 12 de julio de 2019 en Austria, con inicio en la ciudad de Wels y final en el alto del Kitzbüheler Horn sobre un recorrido de 876,5 kilómetros.
La carrera formó parte del UCI Europe Tour 2019 dentro de la categoría UCI 2.1. El vencedor final fue el belga Ben Hermans del Israel Cycling Academy seguido del argentino Eduardo Sepúlveda del Movistar y el sudafricano Stefan de Bod del Dimension Data.

## Equipos participantes
Tomaron parte en la carrera 18 equipos: 3 de categoría UCI WorldTour 2019 invitados por la organización; 7 de categoría Profesional Continental; y 8 de categoría Continental. Formando así un pelotón de 121 ciclistas de los que acabaron 105. Los equipos participantes fueron:
| WorldTeams (3)- Movistar Team - CCC Team - Dimension Data Equipos continentales profesionales (7)- Israel Cycling Academy - Wanty-Groupe Gobert - Wallonie Bruxelles - Arkéa-Samsic - Delko-Marseille Provence - Neri Sottoli-Selle Italia-KTM - Gazprom-RusVelo Equipos continentales (8)- Team Vorarlberg-Santic - Tirol KTM Cycling Team - Felbermayr Simplon Wels - Hrinkow Advarics Cycleang - Maloja Pushbikers - Wibatech Merx - Vino-Astana Motors - Sport.Land. Niederösterreich Selle SMP-St Rich Bikewear |
| |

## Recorrido
La Vuelta a Austria dispuso de un prólogo y seis etapas para un recorrido total de 876,5 kilómetros, dividido en una etapa llana, cuatro etapas de media montaña y una etapa de montaña con final en alto en Kitzbüheler Horn.
| Etapa     | Fecha     | Recorrido                                   | type                    | Distancia (km) | Ganador           | Líder          |
| --------- | --------- | ------------------------------------------- | ----------------------- | -------------- | ----------------- | -------------- |
| Prólogo   | 6 de jul  | Wels – Wels                                 | contrarreloj individual | 2,5            | Jannik Steimle    | Jannik Steimle |
| 1.ª etapa | 7 de jul  | Grieskirchen – Freistadt                    | etapa llana             | 138,8          | Carlos Barbero    | Emīls Liepiņš  |
| 2.ª etapa | 8 de jul  | Zwettl – Wiener Neustadt                    | etapa escarpada         | 176,9          | Tom Devriendt     | Jannik Steimle |
| 3.ª etapa | 9 de jul  | Kirchschlag – Frohnleiten                   | etapa de media montaña  | 176,2          | Giovanni Visconti | Jonas Koch     |
| 4.ª etapa | 10 de jul | Radstadt – Fuscher Törl                     | etapa de montaña        | 103,5          | Ben Hermans       | Ben Hermans    |
| 5.ª etapa | 11 de jul | Bruck an der Großglocknerstraße – Kitzbühel | etapa de media montaña  | 161,9          | Jannik Steimle    | Ben Hermans    |
| 6.ª etapa | 12 de jul | Kitzbühel – Kitzbüheler Horn                | etapa de montaña        | 116,7          | Aleksandr Vlásov  | Ben Hermans    |

## Desarrollo de la carrera

### Prólogo
| Wels - Wels | contrarreloj individual | (2,5 km) |

| \| Clasificación de la etapa \| Clasificación de la etapa \| Clasificación de la etapa \| Clasificación de la etapa \| Clasificación de la etapa \| \| Ciclista \| Ciclista \| Equipo \| Tiempo \| \| \| ------------------------- \| ------------------------- \| ------------------------- \| ------------------------- \| ------------------------- \| \| 1.º \| Jannik Steimle \| Team Vorarlberg-Santic \| 2 min 50 s \| \| \| 2.º \| Matthias Brändle \| Israel Cycling Academy \| + 1 s \| \| \| 3.º \| Pieter Vanspeybrouck \| Wanty-Gobert \| + 3 s \| \| \| 4.º \| Tom Wirtgen \| Wallonie Bruxelles \| + 4 s \| \| \| 5.º \| Emīls Liepiņš \| Wallonie Bruxelles \| + 4 s \| \| \| 6.º \| Josef Černý \| CCC Team \| + 5 s \| \| \| 7.º \| Tom Devriendt \| Wanty-Gobert \| + 5 s \| \| \| 8.º \| Patrick Gamper \| Kometa \| + 6 s \| \| \| 9.º \| Łukasz Owsian \| CCC Team \| + 6 s \| \| \| 10.º \| Enrico Gasparotto \| Dimension Data \| + 6 s \| \| |                      |                        |            |
| |                      |                        |            |
| Fuente: ProCyclingStats |                      |                        |            |
| Clasificación de la etapa |                      |                        |            |
| Ciclista | Ciclista             | Equipo                 | Tiempo     |
| 1.º | Jannik Steimle       | Team Vorarlberg-Santic | 2 min 50 s |
| 2.º | Matthias Brändle     | Israel Cycling Academy | + 1 s      |
| 3.º | Pieter Vanspeybrouck | Wanty-Gobert           | + 3 s      |
| 4.º | Tom Wirtgen          | Wallonie Bruxelles     | + 4 s      |
| 5.º | Emīls Liepiņš        | Wallonie Bruxelles     | + 4 s      |
| 6.º | Josef Černý          | CCC Team               | + 5 s      |
| 7.º | Tom Devriendt        | Wanty-Gobert           | + 5 s      |
| 8.º | Patrick Gamper       | Kometa                 | + 6 s      |
| 9.º | Łukasz Owsian        | CCC Team               | + 6 s      |
| 10.º | Enrico Gasparotto    | Dimension Data         | + 6 s      |

| \| Clasificación general \| Clasificación general \| Clasificación general \| Clasificación general \| Clasificación general \| \| Ciclista \| Ciclista \| Equipo \| Tiempo \| \| \| --------------------- \| --------------------- \| ---------------------- \| --------------------- \| --------------------- \| \| 1.º \| Jannik Steimle \| Team Vorarlberg-Santic \| 2 min 50 s \| \| \| 2.º \| Matthias Brändle \| Israel Cycling Academy \| + 1 s \| \| \| 3.º \| Pieter Vanspeybrouck \| Wanty-Gobert \| + 3 s \| \| \| 4.º \| Tom Wirtgen \| Wallonie Bruxelles \| + 4 s \| \| \| 5.º \| Emīls Liepiņš \| Wallonie Bruxelles \| + 4 s \| \| \| 6.º \| Josef Černý \| CCC Team \| + 5 s \| \| \| 7.º \| Tom Devriendt \| Wanty-Gobert \| + 5 s \| \| \| 8.º \| Patrick Gamper \| Kometa \| + 6 s \| \| \| 9.º \| Łukasz Owsian \| CCC Team \| + 6 s \| \| \| 10.º \| Enrico Gasparotto \| Dimension Data \| + 6 s \| \| |                      |                        |            |
| |                      |                        |            |
| Fuente: ProCyclingStats |                      |                        |            |
| Clasificación general |                      |                        |            |
| Ciclista | Ciclista             | Equipo                 | Tiempo     |
| 1.º | Jannik Steimle       | Team Vorarlberg-Santic | 2 min 50 s |
| 2.º | Matthias Brändle     | Israel Cycling Academy | + 1 s      |
| 3.º | Pieter Vanspeybrouck | Wanty-Gobert           | + 3 s      |
| 4.º | Tom Wirtgen          | Wallonie Bruxelles     | + 4 s      |
| 5.º | Emīls Liepiņš        | Wallonie Bruxelles     | + 4 s      |
| 6.º | Josef Černý          | CCC Team               | + 5 s      |
| 7.º | Tom Devriendt        | Wanty-Gobert           | + 5 s      |
| 8.º | Patrick Gamper       | Kometa                 | + 6 s      |
| 9.º | Łukasz Owsian        | CCC Team               | + 6 s      |
| 10.º | Enrico Gasparotto    | Dimension Data         | + 6 s      |

### 1.ª etapa
| Grieskirchen - Freistadt | etapa llana | (138,8 km) |

| \| Clasificación de la etapa \| Clasificación de la etapa \| Clasificación de la etapa \| Clasificación de la etapa \| Clasificación de la etapa \| \| Ciclista \| Ciclista \| Equipo \| Tiempo \| \| \| ------------------------- \| ------------------------- \| ------------------------- \| ------------------------- \| ------------------------- \| \| 1.º \| Carlos Barbero \| Movistar Team \| 3 h 16 min 00 s \| \| \| 2.º \| Emīls Liepiņš \| Wallonie Bruxelles \| + 0 s \| \| \| 3.º \| Pieter Vanspeybrouck \| Wanty-Gobert \| + 0 s \| \| \| 4.º \| Jonas Koch \| CCC Team \| + 0 s \| \| \| 5.º \| Jannik Steimle \| Team Vorarlberg-Santic \| + 0 s \| \| \| 6.º \| Romain Hardy \| Arkéa-Samsic \| + 0 s \| \| \| 7.º \| Franck Bonnamour \| Arkéa-Samsic \| + 0 s \| \| \| 8.º \| Enrico Gasparotto \| Dimension Data \| + 0 s \| \| \| 9.º \| Daniel Auer \| Maloja Pushbikers \| + 0 s \| \| \| 10.º \| Alessandro Fedeli \| Delko Marseille Provence \| + 0 s \| \| |                      |                          |                 |
| |                      |                          |                 |
| Fuente: ProCyclingStats |                      |                          |                 |
| Clasificación de la etapa |                      |                          |                 |
| Ciclista | Ciclista             | Equipo                   | Tiempo          |
| 1.º | Carlos Barbero       | Movistar Team            | 3 h 16 min 00 s |
| 2.º | Emīls Liepiņš        | Wallonie Bruxelles       | + 0 s           |
| 3.º | Pieter Vanspeybrouck | Wanty-Gobert             | + 0 s           |
| 4.º | Jonas Koch           | CCC Team                 | + 0 s           |
| 5.º | Jannik Steimle       | Team Vorarlberg-Santic   | + 0 s           |
| 6.º | Romain Hardy         | Arkéa-Samsic             | + 0 s           |
| 7.º | Franck Bonnamour     | Arkéa-Samsic             | + 0 s           |
| 8.º | Enrico Gasparotto    | Dimension Data           | + 0 s           |
| 9.º | Daniel Auer          | Maloja Pushbikers        | + 0 s           |
| 10.º | Alessandro Fedeli    | Delko Marseille Provence | + 0 s           |

| \| Clasificación general \| Clasificación general \| Clasificación general \| Clasificación general \| Clasificación general \| \| Ciclista \| Ciclista \| Equipo \| Tiempo \| \| \| --------------------- \| --------------------- \| ---------------------- \| --------------------- \| --------------------- \| \| 1.º \| Emīls Liepiņš \| Wallonie Bruxelles \| 3 h 18 min 48 s \| \| \| 2.º \| Pieter Vanspeybrouck \| Wanty-Gobert \| + 1 s \| \| \| 3.º \| Jannik Steimle \| Team Vorarlberg-Santic \| + 2 s \| \| \| 4.º \| Carlos Barbero \| Movistar Team \| + 4 s \| \| \| 5.º \| Tom Wirtgen \| Wallonie Bruxelles \| + 6 s \| \| \| 6.º \| Tom Devriendt \| Wanty-Gobert \| + 7 s \| \| \| 7.º \| Patrick Gamper \| Kometa \| + 8 s \| \| \| 8.º \| Łukasz Owsian \| CCC Team \| + 8 s \| \| \| 9.º \| Enrico Gasparotto \| Dimension Data \| + 8 s \| \| \| 10.º \| Jonas Koch \| CCC Team \| + 8 s \| \| |                      |                        |                 |
| |                      |                        |                 |
| Fuente: ProCyclingStats |                      |                        |                 |
| Clasificación general |                      |                        |                 |
| Ciclista | Ciclista             | Equipo                 | Tiempo          |
| 1.º | Emīls Liepiņš        | Wallonie Bruxelles     | 3 h 18 min 48 s |
| 2.º | Pieter Vanspeybrouck | Wanty-Gobert           | + 1 s           |
| 3.º | Jannik Steimle       | Team Vorarlberg-Santic | + 2 s           |
| 4.º | Carlos Barbero       | Movistar Team          | + 4 s           |
| 5.º | Tom Wirtgen          | Wallonie Bruxelles     | + 6 s           |
| 6.º | Tom Devriendt        | Wanty-Gobert           | + 7 s           |
| 7.º | Patrick Gamper       | Kometa                 | + 8 s           |
| 8.º | Łukasz Owsian        | CCC Team               | + 8 s           |
| 9.º | Enrico Gasparotto    | Dimension Data         | + 8 s           |
| 10.º | Jonas Koch           | CCC Team               | + 8 s           |

### 2.ª etapa
| Zwettl - Wiener Neustadt | etapa escarpada | (176,9 km) |

| \| Clasificación de la etapa \| Clasificación de la etapa \| Clasificación de la etapa \| Clasificación de la etapa \| Clasificación de la etapa \| \| Ciclista \| Ciclista \| Equipo \| Tiempo \| \| \| ------------------------- \| ------------------------- \| ------------------------- \| ------------------------- \| ------------------------- \| \| 1.º \| Tom Devriendt \| Wanty-Gobert \| 4 h 18 min 35 s \| \| \| 2.º \| Jannik Steimle \| Team Vorarlberg-Santic \| + 0 s \| \| \| 3.º \| Jonas Koch \| CCC Team \| + 0 s \| \| \| 4.º \| Emīls Liepiņš \| Wallonie Bruxelles \| + 0 s \| \| \| 5.º \| August Jensen \| Israel Cycling Academy \| + 0 s \| \| \| 6.º \| Daniel Auer \| Maloja Pushbikers \| + 0 s \| \| \| 7.º \| Pieter Vanspeybrouck \| Wanty-Gobert \| + 0 s \| \| \| 8.º \| Romain Hardy \| Arkéa-Samsic \| + 0 s \| \| \| 9.º \| Florian Gamper \| Tirol KTM Cycling Team \| + 0 s \| \| \| 10.º \| Tom Wirtgen \| Wallonie Bruxelles \| + 0 s \| \| |                      |                        |                 |
| |                      |                        |                 |
| Fuente: ProCyclingStats |                      |                        |                 |
| Clasificación de la etapa |                      |                        |                 |
| Ciclista | Ciclista             | Equipo                 | Tiempo          |
| 1.º | Tom Devriendt        | Wanty-Gobert           | 4 h 18 min 35 s |
| 2.º | Jannik Steimle       | Team Vorarlberg-Santic | + 0 s           |
| 3.º | Jonas Koch           | CCC Team               | + 0 s           |
| 4.º | Emīls Liepiņš        | Wallonie Bruxelles     | + 0 s           |
| 5.º | August Jensen        | Israel Cycling Academy | + 0 s           |
| 6.º | Daniel Auer          | Maloja Pushbikers      | + 0 s           |
| 7.º | Pieter Vanspeybrouck | Wanty-Gobert           | + 0 s           |
| 8.º | Romain Hardy         | Arkéa-Samsic           | + 0 s           |
| 9.º | Florian Gamper       | Tirol KTM Cycling Team | + 0 s           |
| 10.º | Tom Wirtgen          | Wallonie Bruxelles     | + 0 s           |

| \| Clasificación general \| Clasificación general \| Clasificación general \| Clasificación general \| Clasificación general \| \| Ciclista \| Ciclista \| Equipo \| Tiempo \| \| \| --------------------- \| --------------------- \| ----------------------------- \| --------------------- \| --------------------- \| \| 1.º \| Jannik Steimle \| Team Vorarlberg-Santic \| 7 h 37 min 19 s \| \| \| 2.º \| Tom Devriendt \| Wanty-Gobert \| + 1 s \| \| \| 3.º \| Emīls Liepiņš \| Wallonie Bruxelles \| + 4 s \| \| \| 4.º \| Matthias Krizek \| Felbermayr Simplon Wels \| + 5 s \| \| \| 5.º \| Pieter Vanspeybrouck \| Wanty-Gobert \| + 5 s \| \| \| 6.º \| Carlos Barbero \| Movistar Team \| + 8 s \| \| \| 7.º \| Jonas Koch \| CCC Team \| + 8 s \| \| \| 8.º \| Tom Wirtgen \| Wallonie Bruxelles \| + 10 s \| \| \| 9.º \| Sebastian Schönberger \| Neri Sottoli-Selle Italia-KTM \| + 11 s \| \| \| 10.º \| Patrick Gamper \| Kometa \| + 12 s \| \| |                       |                               |                 |
| |                       |                               |                 |
| Fuente: ProCyclingStats |                       |                               |                 |
| Clasificación general |                       |                               |                 |
| Ciclista | Ciclista              | Equipo                        | Tiempo          |
| 1.º | Jannik Steimle        | Team Vorarlberg-Santic        | 7 h 37 min 19 s |
| 2.º | Tom Devriendt         | Wanty-Gobert                  | + 1 s           |
| 3.º | Emīls Liepiņš         | Wallonie Bruxelles            | + 4 s           |
| 4.º | Matthias Krizek       | Felbermayr Simplon Wels       | + 5 s           |
| 5.º | Pieter Vanspeybrouck  | Wanty-Gobert                  | + 5 s           |
| 6.º | Carlos Barbero        | Movistar Team                 | + 8 s           |
| 7.º | Jonas Koch            | CCC Team                      | + 8 s           |
| 8.º | Tom Wirtgen           | Wallonie Bruxelles            | + 10 s          |
| 9.º | Sebastian Schönberger | Neri Sottoli-Selle Italia-KTM | + 11 s          |
| 10.º | Patrick Gamper        | Kometa                        | + 12 s          |

### 3.ª etapa
| Kirchschlag - Frohnleiten | etapa de media montaña | (176,2 km) |

| \| Clasificación de la etapa \| Clasificación de la etapa \| Clasificación de la etapa \| Clasificación de la etapa \| Clasificación de la etapa \| \| Ciclista \| Ciclista \| Equipo \| Tiempo \| \| \| ------------------------- \| ------------------------- \| ----------------------------- \| ------------------------- \| ------------------------- \| \| 1.º \| Giovanni Visconti \| Neri Sottoli-Selle Italia-KTM \| 4 h 53 min 26 s \| \| \| 2.º \| Colin Stüssi \| Team Vorarlberg-Santic \| + 0 s \| \| \| 3.º \| Jonas Koch \| CCC Team \| + 0 s \| \| \| 4.º \| Iván Rovni \| Gazprom-RusVelo \| + 0 s \| \| \| 5.º \| Georg Zimmermann \| Tirol KTM Cycling Team \| + 0 s \| \| \| 6.º \| Dimitri Peyskens \| Wallonie Bruxelles \| + 0 s \| \| \| 7.º \| Romain Combaud \| Delko Marseille Provence \| + 0 s \| \| \| 8.º \| Aleksandr Vlásov \| Gazprom-RusVelo \| + 0 s \| \| \| 9.º \| Franck Bonnamour \| Arkéa-Samsic \| + 0 s \| \| \| 10.º \| Alessandro Fedeli \| Delko Marseille Provence \| + 0 s \| \| |                   |                               |                 |
| |                   |                               |                 |
| Fuente: ProCyclingStats |                   |                               |                 |
| Clasificación de la etapa |                   |                               |                 |
| Ciclista | Ciclista          | Equipo                        | Tiempo          |
| 1.º | Giovanni Visconti | Neri Sottoli-Selle Italia-KTM | 4 h 53 min 26 s |
| 2.º | Colin Stüssi      | Team Vorarlberg-Santic        | + 0 s           |
| 3.º | Jonas Koch        | CCC Team                      | + 0 s           |
| 4.º | Iván Rovni        | Gazprom-RusVelo               | + 0 s           |
| 5.º | Georg Zimmermann  | Tirol KTM Cycling Team        | + 0 s           |
| 6.º | Dimitri Peyskens  | Wallonie Bruxelles            | + 0 s           |
| 7.º | Romain Combaud    | Delko Marseille Provence      | + 0 s           |
| 8.º | Aleksandr Vlásov  | Gazprom-RusVelo               | + 0 s           |
| 9.º | Franck Bonnamour  | Arkéa-Samsic                  | + 0 s           |
| 10.º | Alessandro Fedeli | Delko Marseille Provence      | + 0 s           |

| \| Clasificación general \| Clasificación general \| Clasificación general \| Clasificación general \| Clasificación general \| \| Ciclista \| Ciclista \| Equipo \| Tiempo \| \| \| --------------------- \| ----------------------- \| ----------------------------- \| --------------------- \| --------------------- \| \| 1.º \| Jonas Koch \| CCC Team \| 12 h 30 min 49 s \| \| \| 2.º \| Alessandro Fedeli \| Delko Marseille Provence \| + 1 s \| \| \| 3.º \| Giovanni Visconti \| Neri Sottoli-Selle Italia-KTM \| + 1 s \| \| \| 4.º \| Sebastian Schönberger \| Neri Sottoli-Selle Italia-KTM \| + 7 s \| \| \| 5.º \| Łukasz Owsian \| CCC Team \| + 8 s \| \| \| 6.º \| Colin Stüssi \| Team Vorarlberg-Santic \| + 8 s \| \| \| 7.º \| Rubén Fernández Andújar \| Movistar Team \| + 9 s \| \| \| 8.º \| Tom Slagter \| Dimension Data \| + 9 s \| \| \| 9.º \| Connor Swift \| Arkéa-Samsic \| + 9 s \| \| \| 10.º \| Eliot Lietaer \| Wallonie Bruxelles \| + 9 s \| \| |                         |                               |                  |
| |                         |                               |                  |
| Fuente: ProCyclingStats |                         |                               |                  |
| Clasificación general |                         |                               |                  |
| Ciclista | Ciclista                | Equipo                        | Tiempo           |
| 1.º | Jonas Koch              | CCC Team                      | 12 h 30 min 49 s |
| 2.º | Alessandro Fedeli       | Delko Marseille Provence      | + 1 s            |
| 3.º | Giovanni Visconti       | Neri Sottoli-Selle Italia-KTM | + 1 s            |
| 4.º | Sebastian Schönberger   | Neri Sottoli-Selle Italia-KTM | + 7 s            |
| 5.º | Łukasz Owsian           | CCC Team                      | + 8 s            |
| 6.º | Colin Stüssi            | Team Vorarlberg-Santic        | + 8 s            |
| 7.º | Rubén Fernández Andújar | Movistar Team                 | + 9 s            |
| 8.º | Tom Slagter             | Dimension Data                | + 9 s            |
| 9.º | Connor Swift            | Arkéa-Samsic                  | + 9 s            |
| 10.º | Eliot Lietaer           | Wallonie Bruxelles            | + 9 s            |

### 4.ª etapa
| Radstadt - Fuscher Törl | etapa de montaña | (103,5 km) |

| \| Clasificación de la etapa \| Clasificación de la etapa \| Clasificación de la etapa \| Clasificación de la etapa \| Clasificación de la etapa \| \| Ciclista \| Ciclista \| Equipo \| Tiempo \| \| \| ------------------------- \| ------------------------- \| ------------------------- \| ------------------------- \| ------------------------- \| \| 1.º \| Ben Hermans \| Israel Cycling Academy \| 3 h 01 min 32 s \| \| \| 2.º \| Ben O'Connor \| Dimension Data \| + 6 s \| \| \| 3.º \| Winner Anacona \| Movistar Team \| + 9 s \| \| \| 4.º \| Eduardo Sepúlveda \| Movistar Team \| + 23 s \| \| \| 5.º \| Stefan de Bod \| Dimension Data \| + 38 s \| \| \| 6.º \| Riccardo Zoidl \| CCC Team \| + 1 min 02 s \| \| \| 7.º \| Víctor de la Parte \| CCC Team \| + 1 min 19 s \| \| \| 8.º \| Amanuel Ghebreigzabhier \| Dimension Data \| + 1 min 25 s \| \| \| 9.º \| Aleksandr Vlásov \| Gazprom-RusVelo \| + 1 min 25 s \| \| \| 10.º \| José Manuel Díaz Gallego \| Team Vorarlberg-Santic \| + 1 min 39 s \| \| |                          |                        |                 |
| |                          |                        |                 |
| Fuente: ProCyclingStats |                          |                        |                 |
| Clasificación de la etapa |                          |                        |                 |
| Ciclista | Ciclista                 | Equipo                 | Tiempo          |
| 1.º | Ben Hermans              | Israel Cycling Academy | 3 h 01 min 32 s |
| 2.º | Ben O'Connor             | Dimension Data         | + 6 s           |
| 3.º | Winner Anacona           | Movistar Team          | + 9 s           |
| 4.º | Eduardo Sepúlveda        | Movistar Team          | + 23 s          |
| 5.º | Stefan de Bod            | Dimension Data         | + 38 s          |
| 6.º | Riccardo Zoidl           | CCC Team               | + 1 min 02 s    |
| 7.º | Víctor de la Parte       | CCC Team               | + 1 min 19 s    |
| 8.º | Amanuel Ghebreigzabhier  | Dimension Data         | + 1 min 25 s    |
| 9.º | Aleksandr Vlásov         | Gazprom-RusVelo        | + 1 min 25 s    |
| 10.º | José Manuel Díaz Gallego | Team Vorarlberg-Santic | + 1 min 39 s    |

| \| Clasificación general \| Clasificación general \| Clasificación general \| Clasificación general \| Clasificación general \| \| Ciclista \| Ciclista \| Equipo \| Tiempo \| \| \| --------------------- \| ------------------------ \| ---------------------- \| --------------------- \| --------------------- \| \| 1.º \| Ben Hermans \| Israel Cycling Academy \| 15 h 32 min 23 s \| \| \| 2.º \| Ben O'Connor \| Dimension Data \| + 8 s \| \| \| 3.º \| Winner Anacona \| Movistar Team \| + 13 s \| \| \| 4.º \| Eduardo Sepúlveda \| Movistar Team \| + 34 s \| \| \| 5.º \| Stefan de Bod \| Dimension Data \| + 47 s \| \| \| 6.º \| Riccardo Zoidl \| CCC Team \| + 1 min 10 s \| \| \| 7.º \| Víctor de la Parte \| CCC Team \| + 1 min 33 s \| \| \| 8.º \| Amanuel Ghebreigzabhier \| Dimension Data \| + 1 min 35 s \| \| \| 9.º \| Aleksandr Vlásov \| Gazprom-RusVelo \| + 1 min 40 s \| \| \| 10.º \| José Manuel Díaz Gallego \| Team Vorarlberg-Santic \| + 1 min 56 s \| \| |                          |                        |                  |
| |                          |                        |                  |
| Fuente: ProCyclingStats |                          |                        |                  |
| Clasificación general |                          |                        |                  |
| Ciclista | Ciclista                 | Equipo                 | Tiempo           |
| 1.º | Ben Hermans              | Israel Cycling Academy | 15 h 32 min 23 s |
| 2.º | Ben O'Connor             | Dimension Data         | + 8 s            |
| 3.º | Winner Anacona           | Movistar Team          | + 13 s           |
| 4.º | Eduardo Sepúlveda        | Movistar Team          | + 34 s           |
| 5.º | Stefan de Bod            | Dimension Data         | + 47 s           |
| 6.º | Riccardo Zoidl           | CCC Team               | + 1 min 10 s     |
| 7.º | Víctor de la Parte       | CCC Team               | + 1 min 33 s     |
| 8.º | Amanuel Ghebreigzabhier  | Dimension Data         | + 1 min 35 s     |
| 9.º | Aleksandr Vlásov         | Gazprom-RusVelo        | + 1 min 40 s     |
| 10.º | José Manuel Díaz Gallego | Team Vorarlberg-Santic | + 1 min 56 s     |

### 5.ª etapa
| Bruck an der Großglocknerstraße - Kitzbühel | etapa de media montaña | (161,9 km) |

| \| Clasificación de la etapa \| Clasificación de la etapa \| Clasificación de la etapa \| Clasificación de la etapa \| Clasificación de la etapa \| \| Ciclista \| Ciclista \| Equipo \| Tiempo \| \| \| ------------------------- \| ------------------------- \| ----------------------------- \| ------------------------- \| ------------------------- \| \| 1.º \| Jannik Steimle \| Team Vorarlberg-Santic \| 4 h 04 min 09 s \| \| \| 2.º \| Jonas Koch \| CCC Team \| + 0 s \| \| \| 3.º \| Patrick Gamper \| Kometa \| + 0 s \| \| \| 4.º \| August Jensen \| Israel Cycling Academy \| + 0 s \| \| \| 5.º \| Dayer Quintana \| Neri Sottoli-Selle Italia-KTM \| + 0 s \| \| \| 6.º \| Laurent Pichon \| Arkéa-Samsic \| + 0 s \| \| \| 7.º \| Matthias Krizek \| Felbermayr Simplon Wels \| + 0 s \| \| \| 8.º \| Johannes Schinnagel \| Maloja Pushbikers \| + 0 s \| \| \| 9.º \| Colin Stüssi \| Team Vorarlberg-Santic \| + 0 s \| \| \| 10.º \| Eliot Lietaer \| Wallonie Bruxelles \| + 0 s \| \| |                     |                               |                 |
| |                     |                               |                 |
| Fuente: ProCyclingStats |                     |                               |                 |
| Clasificación de la etapa |                     |                               |                 |
| Ciclista | Ciclista            | Equipo                        | Tiempo          |
| 1.º | Jannik Steimle      | Team Vorarlberg-Santic        | 4 h 04 min 09 s |
| 2.º | Jonas Koch          | CCC Team                      | + 0 s           |
| 3.º | Patrick Gamper      | Kometa                        | + 0 s           |
| 4.º | August Jensen       | Israel Cycling Academy        | + 0 s           |
| 5.º | Dayer Quintana      | Neri Sottoli-Selle Italia-KTM | + 0 s           |
| 6.º | Laurent Pichon      | Arkéa-Samsic                  | + 0 s           |
| 7.º | Matthias Krizek     | Felbermayr Simplon Wels       | + 0 s           |
| 8.º | Johannes Schinnagel | Maloja Pushbikers             | + 0 s           |
| 9.º | Colin Stüssi        | Team Vorarlberg-Santic        | + 0 s           |
| 10.º | Eliot Lietaer       | Wallonie Bruxelles            | + 0 s           |

| \| Clasificación general \| Clasificación general \| Clasificación general \| Clasificación general \| Clasificación general \| \| Ciclista \| Ciclista \| Equipo \| Tiempo \| \| \| --------------------- \| ------------------------ \| ---------------------- \| --------------------- \| --------------------- \| \| 1.º \| Ben Hermans \| Israel Cycling Academy \| 19 h 36 min 32 s \| \| \| 2.º \| Ben O'Connor \| Dimension Data \| + 8 s \| \| \| 3.º \| Winner Anacona \| Movistar Team \| + 13 s \| \| \| 4.º \| Eduardo Sepúlveda \| Movistar Team \| + 34 s \| \| \| 5.º \| Stefan de Bod \| Dimension Data \| + 47 s \| \| \| 6.º \| Riccardo Zoidl \| CCC Team \| + 1 min 10 s \| \| \| 7.º \| Víctor de la Parte \| CCC Team \| + 1 min 33 s \| \| \| 8.º \| Amanuel Ghebreigzabhier \| Dimension Data \| + 1 min 35 s \| \| \| 9.º \| Aleksandr Vlásov \| Gazprom-RusVelo \| + 1 min 40 s \| \| \| 10.º \| José Manuel Díaz Gallego \| Team Vorarlberg-Santic \| + 1 min 56 s \| \| |                          |                        |                  |
| |                          |                        |                  |
| Fuente: ProCyclingStats |                          |                        |                  |
| Clasificación general |                          |                        |                  |
| Ciclista | Ciclista                 | Equipo                 | Tiempo           |
| 1.º | Ben Hermans              | Israel Cycling Academy | 19 h 36 min 32 s |
| 2.º | Ben O'Connor             | Dimension Data         | + 8 s            |
| 3.º | Winner Anacona           | Movistar Team          | + 13 s           |
| 4.º | Eduardo Sepúlveda        | Movistar Team          | + 34 s           |
| 5.º | Stefan de Bod            | Dimension Data         | + 47 s           |
| 6.º | Riccardo Zoidl           | CCC Team               | + 1 min 10 s     |
| 7.º | Víctor de la Parte       | CCC Team               | + 1 min 33 s     |
| 8.º | Amanuel Ghebreigzabhier  | Dimension Data         | + 1 min 35 s     |
| 9.º | Aleksandr Vlásov         | Gazprom-RusVelo        | + 1 min 40 s     |
| 10.º | José Manuel Díaz Gallego | Team Vorarlberg-Santic | + 1 min 56 s     |

### 6.ª etapa
| Kitzbühel - Kitzbüheler Horn | etapa de montaña | (116,7 km) |

| \| Clasificación de la etapa \| Clasificación de la etapa \| Clasificación de la etapa \| Clasificación de la etapa \| Clasificación de la etapa \| \| Ciclista \| Ciclista \| Equipo \| Tiempo \| \| \| ------------------------- \| ------------------------- \| ------------------------- \| ------------------------- \| ------------------------- \| \| 1.º \| Aleksandr Vlásov \| Gazprom-RusVelo \| 2 h 54 min 12 s \| \| \| 2.º \| Patrick Schelling \| Team Vorarlberg-Santic \| + 2 s \| \| \| 3.º \| Amanuel Ghebreigzabhier \| Dimension Data \| + 20 s \| \| \| 4.º \| Eduardo Sepúlveda \| Movistar Team \| + 24 s \| \| \| 5.º \| Stefan de Bod \| Dimension Data \| + 29 s \| \| \| 6.º \| José Manuel Díaz Gallego \| Team Vorarlberg-Santic \| + 38 s \| \| \| 7.º \| Ben Hermans \| Israel Cycling Academy \| + 38 s \| \| \| 8.º \| Riccardo Zoidl \| CCC Team \| + 38 s \| \| \| 9.º \| Víctor de la Parte \| CCC Team \| + 53 s \| \| \| 10.º \| Eliot Lietaer \| Wallonie Bruxelles \| + 59 s \| \| |                          |                        |                 |
| |                          |                        |                 |
| Fuente: ProCyclingStats |                          |                        |                 |
| Clasificación de la etapa |                          |                        |                 |
| Ciclista | Ciclista                 | Equipo                 | Tiempo          |
| 1.º | Aleksandr Vlásov         | Gazprom-RusVelo        | 2 h 54 min 12 s |
| 2.º | Patrick Schelling        | Team Vorarlberg-Santic | + 2 s           |
| 3.º | Amanuel Ghebreigzabhier  | Dimension Data         | + 20 s          |
| 4.º | Eduardo Sepúlveda        | Movistar Team          | + 24 s          |
| 5.º | Stefan de Bod            | Dimension Data         | + 29 s          |
| 6.º | José Manuel Díaz Gallego | Team Vorarlberg-Santic | + 38 s          |
| 7.º | Ben Hermans              | Israel Cycling Academy | + 38 s          |
| 8.º | Riccardo Zoidl           | CCC Team               | + 38 s          |
| 9.º | Víctor de la Parte       | CCC Team               | + 53 s          |
| 10.º | Eliot Lietaer            | Wallonie Bruxelles     | + 59 s          |

## Clasificaciones finales
- Las clasificaciones finalizaron de la siguiente forma:[4]

### Clasificación general
| \| Clasificación general \| Clasificación general \| Clasificación general \| Clasificación general \| Clasificación general \| \| Ciclista \| Ciclista \| Equipo \| Tiempo \| \| \| --------------------- \| ----------------------- \| ---------------------- \| --------------------- \| --------------------- \| \| 1.º \| Ben Hermans \| Israel Cycling Academy \| 22 h 31 min 22 s \| \| \| 2.º \| Eduardo Sepúlveda \| Movistar Team \| + 20 s \| \| \| 3.º \| Stefan de Bod \| Dimension Data \| + 38 s \| \| \| 4.º \| Winner Anacona \| Movistar Team \| + 41 s \| \| \| 5.º \| Aleksandr Vlásov \| Gazprom-RusVelo \| + 52 s \| \| \| 6.º \| Ben O'Connor \| Dimension Data \| + 1 min 08 s \| \| \| 7.º \| Riccardo Zoidl \| CCC Team \| + 1 min 10 s \| \| \| 8.º \| Amanuel Ghebreigzabhier \| Dimension Data \| + 1 min 13 s \| \| \| 9.º \| Patrick Schelling \| Team Vorarlberg-Santic \| + 1 min 29 s \| \| \| 10.º \| Víctor de la Parte \| CCC Team \| + 1 min 48 s \| \| |                         |                        |                  |
| |                         |                        |                  |
| Fuente: ProCyclingStats |                         |                        |                  |
| Clasificación general |                         |                        |                  |
| Ciclista | Ciclista                | Equipo                 | Tiempo           |
| 1.º | Ben Hermans             | Israel Cycling Academy | 22 h 31 min 22 s |
| 2.º | Eduardo Sepúlveda       | Movistar Team          | + 20 s           |
| 3.º | Stefan de Bod           | Dimension Data         | + 38 s           |
| 4.º | Winner Anacona          | Movistar Team          | + 41 s           |
| 5.º | Aleksandr Vlásov        | Gazprom-RusVelo        | + 52 s           |
| 6.º | Ben O'Connor            | Dimension Data         | + 1 min 08 s     |
| 7.º | Riccardo Zoidl          | CCC Team               | + 1 min 10 s     |
| 8.º | Amanuel Ghebreigzabhier | Dimension Data         | + 1 min 13 s     |
| 9.º | Patrick Schelling       | Team Vorarlberg-Santic | + 1 min 29 s     |
| 10.º | Víctor de la Parte      | CCC Team               | + 1 min 48 s     |

### Clasificación de la montaña
| Clasificación de la montaña | Clasificación de la montaña | Clasificación de la montaña   | Clasificación de la montaña | Clasificación de la montaña |
| Ciclista                    | Ciclista                    | Equipo                        | Puntos                      |                             |
| --------------------------- | --------------------------- | ----------------------------- | --------------------------- | --------------------------- |
| 1.º                         | Georg Zimmermann            | Tirol KTM Cycling Team        | 45 pts                      |                             |
| 2.º                         | Ben Hermans                 | Israel Cycling Academy        | 24 pts                      |                             |
| 3.º                         | Thibault Guernalec          | Arkéa-Samsic                  | 24 pts                      |                             |
| 4.º                         | Scott Davies                | Dimension Data                | 16 pts                      |                             |
| 5.º                         | Aleksandr Vlásov            | Gazprom-RusVelo               | 15 pts                      |                             |
| 6.º                         | Mario Gamper                | Tirol KTM Cycling Team        | 15 pts                      |                             |
| 7.º                         | Sebastian Schönberger       | Neri Sottoli-Selle Italia-KTM | 15 pts                      |                             |
| 8.º                         | Eduardo Sepúlveda           | Movistar Team                 | 12 pts                      |                             |
| 9.º                         | Ben O'Connor                | Dimension Data                | 12 pts                      |                             |
| 10.º                        | Brice Feillu                | Arkéa-Samsic                  | 11 pts                      |                             |

### Clasificación de los puntos
| Clasificación por puntos | Clasificación por puntos | Clasificación por puntos | Clasificación por puntos | Clasificación por puntos |
| Ciclista                 | Ciclista                 | Equipo                   | Puntos                   |                          |
| ------------------------ | ------------------------ | ------------------------ | ------------------------ | ------------------------ |
| 1.º                      | Jonas Koch               | CCC Team                 | 16 pts                   |                          |
| 2.º                      | Jannik Steimle           | Team Vorarlberg-Santic   | 15 pts                   |                          |
| 3.º                      | Aleksandr Vlásov         | Gazprom-RusVelo          | 10 pts                   |                          |
| 4.º                      | Ben Hermans              | Israel Cycling Academy   | 9 pts                    |                          |
| 5.º                      | August Jensen            | Israel Cycling Academy   | 8 pts                    |                          |
| 6.º                      | Matthias Krizek          | Felbermayr Simplon Wels  |                          |                          |
| 7.º                      | Georg Zimmermann         | Tirol KTM Cycling Team   |                          |                          |
| 8.º                      | Eduardo Sepúlveda        | Movistar Team            |                          |                          |
| 9.º                      | Colin Stüssi             | Team Vorarlberg-Santic   |                          |                          |
| 10.º                     | Pieter Vanspeybrouck     | Wanty-Gobert             |                          |                          |

### Clasificación de los jóvenes
| Clasificación del mejor joven | Clasificación del mejor joven | Clasificación del mejor joven | Clasificación del mejor joven | Clasificación del mejor joven |
| Ciclista                      | Ciclista                      | Equipo                        | Tiempo                        |                               |
| ----------------------------- | ----------------------------- | ----------------------------- | ----------------------------- | ----------------------------- |
| 1.º                           | Vadim Pronskiy                | Vino-Astana Motors            | 22 h 46 min 56 s              |                               |
| 2.º                           | Omar El Gouzi                 | Tirol KTM Cycling Team        | + 1 min 21 s                  |                               |
| 3.º                           | Georg Zimmermann              | Tirol KTM Cycling Team        | + 14 min 47 s                 |                               |
| 4.º                           | Patrick Gamper                | Kometa                        | + 24 min 27 s                 |                               |
| 5.º                           | Thibault Guernalec            | Arkéa-Samsic                  | + 28 min 03 s                 |                               |
| 6.º                           | Alexandr Ovsyannikov          | Vino-Astana Motors            | + 29 min 05 s                 |                               |
| 7.º                           | Samuele Rivi                  | Tirol KTM Cycling Team        | + 29 min 49 s                 |                               |
| 8.º                           | Mario Gamper                  | Tirol KTM Cycling Team        | + 33 min 11 s                 |                               |
| 9.º                           | Felix Engelhardt              | Tirol KTM Cycling Team        | + 37 min 00 s                 |                               |
| 10.º                          | Stefan Kolb                   | Maloja Pushbikers             | + 49 min 07 s                 |                               |

### Clasificación por equipos
| Clasificación por equipos | Clasificación por equipos | Clasificación por equipos | Clasificación por equipos |
| Equipo                    | Equipo                    | Tiempo                    |                           |
| ------------------------- | ------------------------- | ------------------------- | ------------------------- |
| 1.º                       | Dimension Data            | 67 h 37 min 09 s          |                           |
| 2.º                       | Team Vorarlberg-Santic    | + 5 min 29 s              |                           |
| 3.º                       | CCC Team                  | + 6 min 24 s              |                           |
| 4.º                       | Movistar Team             | + 8 min 04 s              |                           |
| 5.º                       | Gazprom-RusVelo           | + 14 min 31 s             |                           |

## Evolución de las clasificaciones
| Etapa                   | Vencedor                | Clasificación general | Clasificación de la montaña | Clasificación de los puntos | Clasificación de los jóvenes | Clasificación por equipos |
| ----------------------- | ----------------------- | --------------------- | --------------------------- | --------------------------- | ---------------------------- | ------------------------- |
| Prólogo                 | Jannik Steimle          | Jannik Steimle        | no se entregó               | no se entregó               | Patrick Gamper               | Wallonie Bruxelles        |
| 1.ª                     | Carlos Barbero          | Emīls Liepiņš         | Scott Davies                | Carlos Barbero              | Patrick Gamper               | Wallonie Bruxelles        |
| 2.ª                     | Tom Devriendt           | Jannik Steimle        | Scott Davies                | Emīls Liepiņš               | Patrick Gamper               | Wallonie Bruxelles        |
| 3.ª                     | Giovanni Visconti       | Jonas Koch            | Georg Zimmermann            | Jonas Koch                  | Georg Zimmermann             | Wanty-Gobert              |
| 4.ª                     | Ben Hermans             | Ben Hermans           | Georg Zimmermann            | Jonas Koch                  | Vadim Pronskiy               | Dimension Data            |
| 5.ª                     | Jannik Steimle          | Ben Hermans           | Georg Zimmermann            | Jonas Koch                  | Vadim Pronskiy               | Dimension Data            |
| 6.ª                     | Aleksandr Vlasov        | Ben Hermans           | Georg Zimmermann            | Jonas Koch                  | Vadim Pronskiy               | Dimension Data            |
| Clasificaciones finales | Clasificaciones finales | Ben Hermans           | Georg Zimmermann            | Jonas Koch                  | Vadim Pronskiy               | Dimension Data            |

## UCI World Ranking
La Vuelta a Austria otorgó puntos para el UCI World Ranking para corredores de los equipos en las categorías UCI WorldTeam, Profesional Continental y Equipos Continentales. Las siguientes tablas son el baremo de puntuación y los 10 corredores que obtuvieron más puntos:
| Posición              | 1.º | 2.º | 3.º | 4.º | 5.º | 6.º | 7.º | 8.º | 9.º | 10.º | 11.º | 12.º | 13.º-15.º | 16.º-25.º |
| Clasificación general | 125 | 85  | 70  | 60  | 50  | 40  | 35  | 30  | 25  | 20   | 15   | 10   | 5         | 3         |
| Por etapa             | 14  | 5   | 3   |     |     |     |     |     |     |      |      |      |           |           |
| Líder                 | 3   |     |     |     |     |     |     |     |     |      |      |      |           |           |

| Clasificación |                         |                        |         |       |       |       |
| Posición      | Ciclista                | Equipo                 | General | Etapa | Líder | Total |
| ------------- | ----------------------- | ---------------------- | ------- | ----- | ----- | ----- |
| 1.º           | Ben Hermans             | Israel Cycling Academy | 125     | 14    | 6     | 145   |
| 2.º           | Eduardo Sepúlveda       | Movistar               | 85      | -     | -     | 85    |
| 3.º           | Stefan de Bod           | Dimension Data         | 70      | -     | -     | 70    |
| 4.º           | Aleksandr Vlasov        | Gazprom-RusVelo        | 50      | 14    | -     | 64    |
| 5.º           | Winner Anacona          | Movistar               | 60      | 3     | -     | 63    |
| 6.º           | Ben O'Connor            | Dimension Data         | 40      | 5     | -     | 45    |
| 7.º           | Jannik Steimle          | Vorarlberg-Santic      | -       | 33    | 6     | 39    |
| 8.º           | Riccardo Zoidl          | CCC                    | 35      | -     | -     | 35    |
| 9.º           | Amanuel Ghebreigzabhier | Dimension Data         | 30      | 3     | -     | 33    |
| 10.º          | Patrick Schelling       | Vorarlberg-Santic      | 25      | 5     | -     | 30    |